# San Cesario di Lecce
San Cesario di Lecce ist eine südostitalienische Gemeinde (comune).

## Geografie
Die Gemeinde hat 7887 Einwohner (Stand 31. Dezember 2023). Sie liegt in der Provinz Lecce in Apulien, etwa 6,5 Kilometer südlich von Lecce im mittleren Salento, im Valle della Cupa.

## Verkehr
San Cesario di Lecce ist eingefasst durch die sternförmige Straßenstruktur Lecces. Im Norden führt die Strada Statale 694 (Tangenziale Ovest di Lecce) als Ringstraße um Lecce, im Westen liegt die Strada Statale 101 Salentina di Gallipoli und im Osten die Strada Statale 16 Adriatica. Durch die Gemeinde selbst führt die frühere Strada Statale 476 di Galatina.
Der Bahnhof S. Cesario di Lecce liegt an der Bahnstrecke Lecce–Gallipoli.

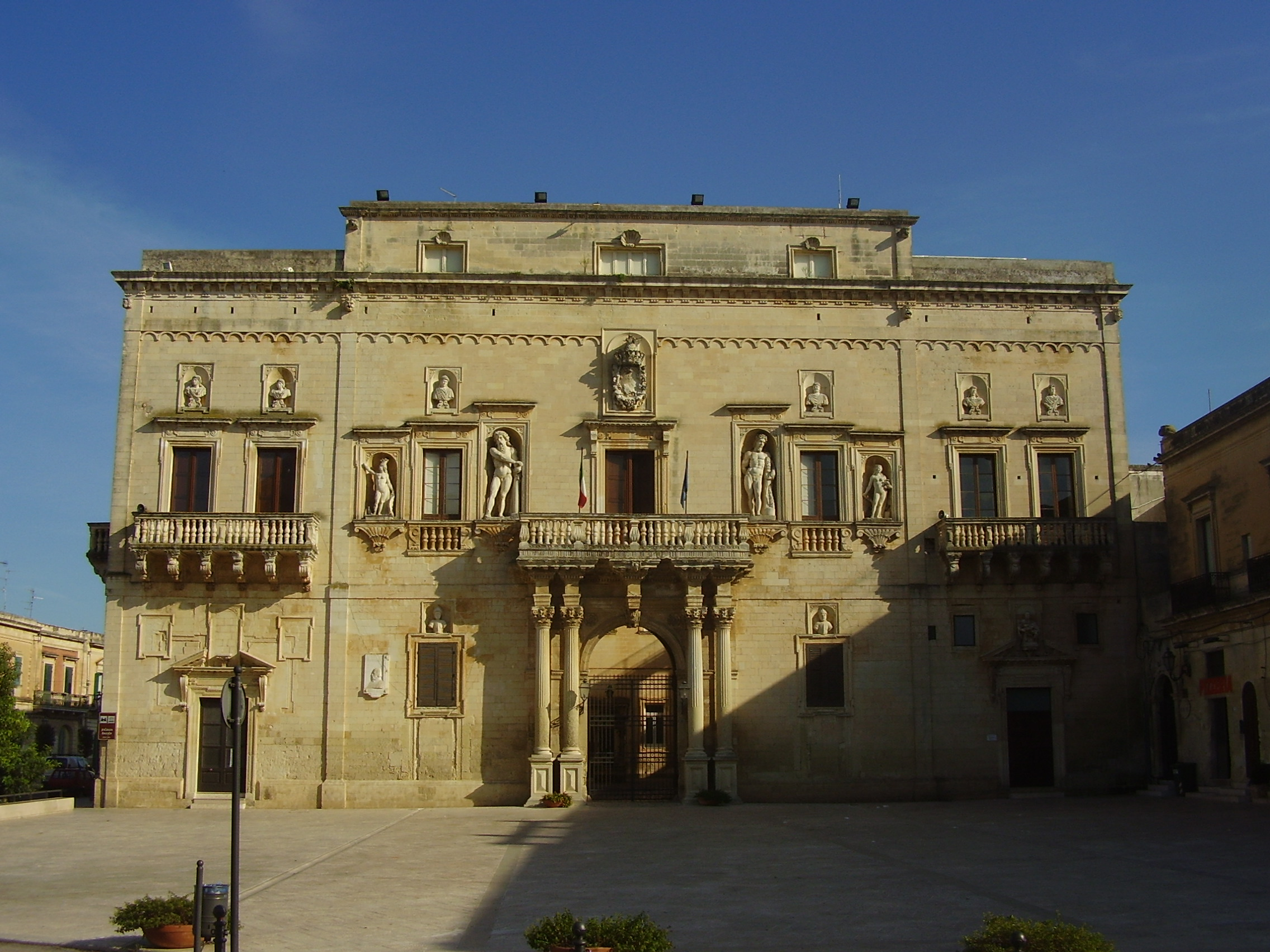
Palazzo Ducale

## Persönlichkeiten
- Donato Negro (* 1948), römisch-katholischer Geistlicher, Erzbischof von Otranto
- Graziano Pellè (* 1985), Fußballspieler